# 管花兰属
管花兰属（学名：Corymborkis）是兰科下的一个属，为陆生兰。该属共有约10种，分布于热带。